# Sub-Cira
Sub-Cira (llamada oficialmente Santa Mariña de Sucira) es una parroquia y aldea española del municipio de Boqueijón, en la provincia de La Coruña, Galicia.

## Otra denomianción
La parroquia también se denomina Santa Marina de Sub-Cira.

## Entidades de población
Entidades de población que forman parte de la parroquia:
- Fuenteblanca (A Fontebranca)
- Quenllas (As Quenllas)
- Frenza
- Monte (O Monte)
- Subcira (Sucira)

## Demografía

### Parroquia
| Gráfica de evolución demográfica de Sub-Cira (Parroquia) entre 2000 y 2018 |
|                                                                            |
| Datos según el nomenclátor publicado por el INE.                           |

### Lugar
| Gráfica de evolución demográfica de Sucira (lugar) entre 2000 y 2018 |
|                                                                      |
| Datos según el nomenclátor publicado por el INE.                     |